# Kill Bobby Z
Pour plus de détails, voir Fiche technique et Distribution.
Kill Bobby Z, ou Bobby Z au Québec (The Death and Life of Bobby Z) est un film germano-américain réalisé par John Herzfeld, sorti en 2007. Il est l'adaptation du roman Mort et Vie de Bobby Z écrit par Don Winslow et publié en 1997.

## Synopsis
Un véritable perdant évite la prison après avoir fait une entente avec la Drug Enforcement Administration. Il doit se faire passer pour un revendeur de drogue important, Bobby Z, lors d'un échange de prisonniers avec un revendeur de drogue mexicain. Pourtant les choses tourneront mal et l'imposteur s'enfuira avec le fils de 12 ans du véritable Bobby Z.

## Distribution
Source et légende : Version Française (VF) ; Version Québécoise (VQ).
- Paul Walker (VF : Bruno Choel ; VQ : Martin Watier) : Tim Kearney
- Laurence Fishburne (VF : Thierry Desroses ; VQ : Éric Gaudry) : Tad Gruzsa
- Olivia Wilde (VF : Alexandra Garijo ; VQ : Catherine Proulx-Lemay) : Elizabeth
- J.R. Villarreal (VF : Alexandre Nguyen ; VQ : François-Nicolas Dolan) : Kit
- Jason Flemyng (VF : Patrick Béthune) : Brian
- Keith Carradine (VF : Bernard Tiphaine ; VQ : Guy Nadon) : Johnson
- Joaquim de Almeida (VF : François Siener ; VQ : Luis de Cespedes) : Don Huertero
- Jason Lewis (VF : Damien Ferrette ; VQ : Jean-François Beaupré) : Bobby Z
- Jacob Vargas (VF : Pierre Tessier) : Jorge Escobar
- Michael Bowen (VF : Luc Bernard) : Duke
- M. C. Gainey (VF : Paul Borne ; VQ : Benoit Rousseau) : Boom Boom
- Josh Stewart (VF : Ludovic Baugin ; VQ : Frédéric Desager) : Monk
- Raymond J. Barry (VF : Philippe Ariotti) : Stanley
- Julio Oscar Mechoso : le détective mexicain
- David Ramsey (VQ : Patrice Dubois) : Wayne